# San’yō-Hauptlinie
| /San’yō-Hauptlinie        | /San’yō-Hauptlinie |
| ------------------------- | ------------------ |
| Zug der San’yō-Hauptlinie |                    |
| Streckenlänge:            | 537,1 km           |
| Spurweite:                | 1067 mm (Kapspur)  |
| Stromsystem:              | 1500 =             |
|                           |                    |

Die San’yō-Hauptlinie (jap. 山陽本線, San’yō-honsen) ist eine japanische Eisenbahnstrecke, die zwischen den Bahnhöfen Kōbe in der Präfektur Hyōgo und Moji in der Präfektur Fukuoka verläuft.
Dabei wird die Strecke zwischen Kōbe und Shimonoseki von der JR West betrieben, die Strecke zwischen Shimonoseki und Moji von der JR Kyushu.

## Daten
- Länge: 537,1 km
- Spurweite: 1067 mm
- Anzahl der Stationen: 124